# Януш Курчаб
Януш Курчаб (пол. Janusz Kurczab) (6 вересня 1937 у Варшаві — † 11 квітня 2015) — польський  фехтувальник, татерник i альпініст.
Двократний індивідуальний (1961 i 1965), а також 14-кратний командний чемпіон Польщі в змаганнях на шпазі, учасник Олімпійських ігор 1960 р., член команди шпажистів Ліги Варшави, що здобули перший в історії польського командного спорту Кубок Європи в 1961 р., автор багатьох статей і книжок на гірську і альпіністську тематику, редактор квартальника «Taternik» в 2003–2007 рр., інструктор альпінізму. В 2004–2011 рр. Був членом Kapituły Nagrody Środowisk Wspinaczkowych «Jedynka». Знавець історії гімалаїзму, редактор інтернет-сайту wspinanie.pl.

## Досягнення в альпінізмі

### Татри
- 1962 — новий маршрут по Kazalnicy[pl] (разом з Eugeniuszem Chrobakiem, Zygmuntem Andrzejem Heinrichem i Krzysztofem Zdzitowieckim),
- 1964 — новий маршрут Wielkim Ściekiem по північно-східній стіні Kazalnicy (з Samuelem Skierskim i Andrzejem Skłodowskim),
- 1964 — новий маршрут по східній стіні Młynarczyka[pl] (з Wojciechem Biedermanem i Maciejem Pogorzelskim),
- 1970 — новий маршрут по північно-східній стіні Małego Młynarza[pl] (разом з Wojciechem Kurtyką i Michałem Gabryelem).

Разом приблизно сорок першопроходжень.

### Альпи

#### Літні сходження
- 1963 — Monte Civetta[pl] (Punta Tissi) — першопроходження поляками маршрутом Philipp-Flamm (разом з Ryszardem Szafirskim),
- 1963 — третє проходження Filara Wiewiórek на Cima Ovest di Lavaredo[3] (разом з Ryszardem Szafirskim),
- 1967 — Les Droites[pl] — пошуки нового маршруту лівим краєм північно-східної стіни (разом з Maciejem Kozłowskim),
- 1971 — Aiguille Noire de Peuterey[en] — польське першопроходження маршрутом Ratti-Vitali (разом з Wojciechem Kurtyką),
- 1973 — Монблан — польське першопроходження маршрутом Major на східній стіні (разом з Barbarą Kozłowską, Єжи Кукучкою i Markiem Łukaszewskim).

#### Зимові сходження
- 1964 — Tofana di Rozes[pl] — перше зимове проходження південної стіни маршрутом Stössera, партнери Jerzy Krajski, Ryszard Rodziński i Ryszard Szafirski,
- 1969 — Cima Scotoni[de] — друге зимове проходження маршрутом Ivano Dibona (з Andrzejem Mrozem),
- 1971 — Wielki Filar Narożny Mont Blanc — перше зимове проходження (разом з Andrzejem Dworakiem, Andrzejem Mrozem i Tadeuszem Piotrowskim,
- 1973 — Мармолада — перше зимове проходження маршрутом Via dell'Ideale по південній стіні (разом з Єжи Кукучкою, Marianem Piekutowskim, Januszem Skorkiem i Zbigniewem Wachem).

### ГіндукушiКаракорум
- 1972 — Ношак — перше проходження 1500-метрової південно-західної стіни в альпійському стилі
- 1974 — Гхента-Сар  (7090 м) — перше сходження (соло)
- 1974 — Шіспаре (7611 м) — перше сходження на чолі спільної польсько-німецької експедиції
- 1976 — К2 — перша спроба прокласти новий маршрут, закінчилася на висоті 8400 м

## Публікації
- Filar Kazalnicy // Sport i Turystyka. — Warszawa, 1976.
- Ostatnia bariera — K2 8611 m // Sport i Turystyka. — Warszawa, 1980. — ISBN 83-217-2268-7
- Na szczytach Himalajów (razem ze Zbigniewem Kowalewskim) // Sport i Turystyka. — Warszawa, 1983. — ISBN 83-217-2412-4
- Najpiękniejsze szczyty tatrzańskie (razem z Markiem Wołoszyńskim) // Sport i Turystyka. — Warszawa, 1991. — ISBN 83-217-2686-0
- Filar Kazalnicy oraz historia zdobywania ściany Kazalnicy Mięguszowieckiej // EXPLO. — Gliwice, 1995. — ISBN 83-86054-40-9
- Najpiękniejsze polskie szczyty. — Wydawnictwo MUZA S.A., 1999. — ISBN 83-7200-445-5
- Polskie Himalaje. — Tomy I–VI: Pierwsi zdobywcy, Lodowi wojownicy, Wielkie wspinaczki, Panie w górach, Największe tragedie, Leksykon polskiego himalaizmu. — Wydawnictwo Agora S.A. — Biblioteka Gazety Wyborczej. — Warszawa 2008. — ISBN serii 978-83-7552-377-5
- Wokół Annapurny i Dhaulagiri. Trasy i szczyty trekkingowe. — Wyd-wo Sklep Podróżnika. — Warszawa 2011. — ISBN 978-83-7136-080-0
- Wokół Everestu i Makalu. Trasy i szczyty trekkingowe. — Wyd-wo Sklep Podróżnika. — Warszawa 2011. — ISBN 978-83-7136-084-8
- Himalaje Nepalu. Przewodnik trekkingowy. — Wyd-wo Sklep Podróżnika. — Warszawa 2013. — ISBN 978-83-7136-094-7

## Ресурси Інтернету
- Sylwetki członków honorowych KW Warszawa [Архівовано 10 січня 2015 у Wayback Machine.]
- Wywiad z Januszem Kurczabem [Архівовано 2 квітня 2016 у Wayback Machine.]
- Polski Komitet Olimpijski: Janusz Kurczab — sylwetka w portalu www.olimpijski.pl [Архівовано 14 квітня 2015 у Wayback Machine.]

## Виноски
1. ↑  http://off.sport.pl/off/1,111379,17736401,Nie_zyje_Janusz_Kurczab__Wspinacz__kierownik_wypraw.html [Архівовано 14 квітня 2015 у Wayback Machine.] Nie żyje Janusz Kurczab. Wspinacz, kierownik wypraw górskich, olimpijczyk odszedł w wieku 78 lat / data = 2015-04-11 / opublikowany off.sport.pl
2. ↑  http://wspinanie.pl/jedynka/?a=Zasady [Архівовано 24 жовтня 2014 у Wayback Machine.] / Zasady działalności Kapituły Nagrody Środowisk Wspinaczkowych «Jedynka» wspinanie.pl
3. ↑  може Тре Чіме ді Лаворедо?